# Мо (кана)
も в хирагане и モ в катакане — символы японской каны, используемые для записи ровно одной моры. В системе Поливанова записывается кириллицей: «мо», в международном фонетическом алфавите звучание записывается: /mo/. В современном японском языке находится на тридцать пятом месте в слоговой азбуке.

## Происхождение
も и モ появились в результате упрощённого написания кандзи 毛.

## Написание
|  |  |

## Коды символов вкодировках
- Юникод:
  - も: U+3082,
  - モ: U+30E2.